# Ульяновский центр микроэлектроники

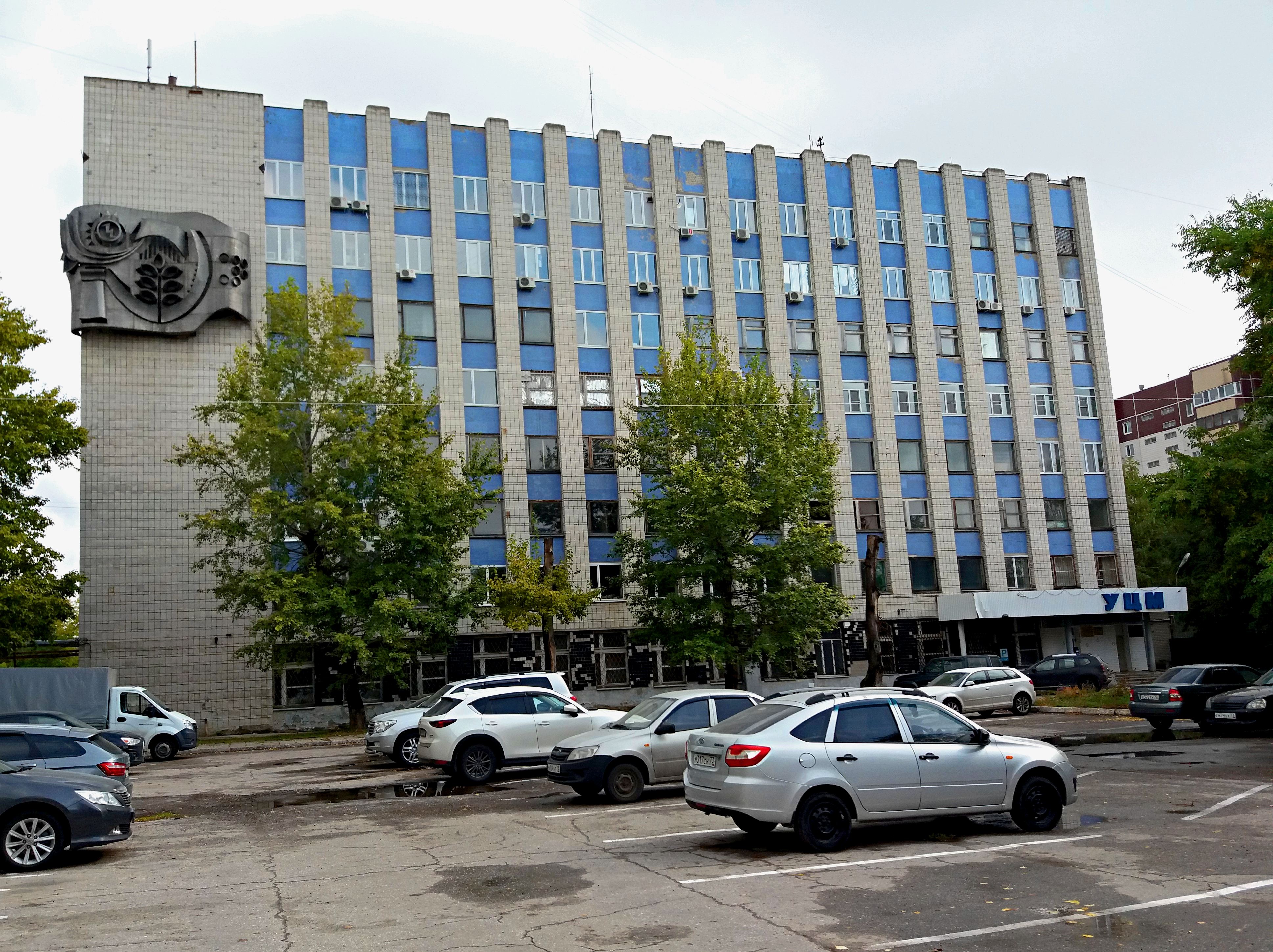
Здание УЦМ.

Ульяновский центр микроэлектроники (УЦМ) — комплекс научно-исследовательских институтов, созданный для развития микроэлектронных средств автоматизации машиностроения, в том числе микроэлектронных датчиков, специальных микросхем, спецоборудования, систем контроля и управления, АСУ и САПР.

## Создание УЦМ
УЦМ был создан 22 мая 1987 года Постановлением № 601 ЦК КПСС и СМ СССР «О создании Центра применения микроэлектроники и автоматизации в машиностроении». Перед УЦМ ставилась задача перевода определяющей отрасли промышленности — машиностроения на современную микроэлектронную базу в системах управления и автоматизации. УЦМ планировался как самый передовой в СССР, учебно-научно-производственный комплекс, включающий четыре НИИ с опытными производствами, КБ специального оборудования и межотраслевой учебно-методический центр. Планируемый общий штат ученых, инженеров, техников, рабочих, служащих составлял около двадцати тысяч человек.
В 1988 году в Ульяновске был открыт филиал Московского государственного университета им. М. В. Ломоносова (позже преобразованный в Ульяновский государственный университет (УлГУ)), который должен был готовить кадры для УЦМ, а в УЦМ соответственно предусматривались аудитории и лаборатории для обучения студентов и аспирантов из УлГУ.
В 1988 году в селе Кротково заработало подсобное хозяйство предприятия.
К 1990 году в строящемся НПК УЦМ активно работало около тысячи сотрудников, в том числе 6 докторов наук и около 50 кандидатов наук. При УЦМ была открыта аспирантура, и создан специализированный совет по присуждению ученой степени кандидата технических наук. Первый объект НПК УЦМ — НИИ интегральных датчиков, в котором работало более 300 специалистов.

## Реорганизация УЦМ
Кризис в экономике СССР привел к тому, что в 1990 году полностью прекратилось финансирование деятельности НПК УЦМ и его строительство. К этому моменту была реализована лишь малая часть грандиозного плана. Только наполовину было построено административно-лабораторное здание НИИ ИД, лишь начато строительство корпуса микроэлектронного производства. Сотрудники УЦМ остались без зарплаты, без нового оборудования, без жилья.
В 1990-91 г.г. НПК УЦМ распался на 64 малых государственных предприятия, пущенных в самостоятельное плавание. Большинство из них прекратили своё существование, и лишь небольшая часть уцелевших и сохранивших первоначальное направление деятельности вновь объединились для продолжения работы. В 1992 г. НПК УЦМ был преобразован в государственное предприятие «Ульяновский центр микроэлектроники и автоматизации» (ГП УЦМ), в которое на правах хозрасчетных научно-исследовательских отделов вошли некоторые малые предприятия.

## Современное состояние УЦМ
В 2005 году в ГП УЦМ продолжали работу более 200 исследователей, инженеров, техников, рабочих, в том числе 1 доктор и 5 кандидатов наук.
28.12.2012 года ГП УЦМ было преобразовано в ОАО «УЦМ». Основной вид деятельности сдача в аренду нежилых помещений.
03.08.2015 года АО УЦМ признано (несостоятельным) банкротом, в отношении АО «УЦМ» введена процедура конкурсного производства.

## Известные люди УЦМ
- Гринберг Исаак Павлович — с 1989 года работал заместителем генерального директора по научной работе Ульяновского центра.
- Рыжевский Алексей Гордеевич — генеральный директор УЦМ (1987—1992)[3], академик (с 1995 г.)[4][5][6].
- Пекарский Борис Михайлович — генеральный директор УЦМ (1992—1999), Почётный гражданин Ульяновска[7].